# Jean-Christophe Angelini
Pour les articles homonymes, voir Angelini.
Jean-Christophe Angelini, né le 27 novembre 1975 à Porto-Vecchio (Corse), dans l'actuelle Corse-du-Sud, est un homme politique français, secrétaire général du Partitu di a Nazione Corsa (PNC). Il est conseiller territorial de l'Assemblée de Corse, maire de Porto-Vecchio, ancien conseiller général du canton de Porto-Vecchio et Président de l'Agence de développement économique de la Corse.

## Biographie

### Formation
Il fait ses études à l'université de Corte où il obtient une maîtrise de droit public. C'est à l'université qu'il acquiert sa formation politique, d'abord comme militant syndical, puis comme président du Conseil des étudiants corses (syndicat indépendantiste).

### Carrière
Il est, entre 1999 et 2001, directeur de cabinet du président de l'université de Corte et s'occupe des relations avec la collectivité territoriale.
Il adhère à Corsica Nazione. Il quitte cette organisation en 1993, après l'assassinat le 15 juin 1993 de Robert Sozzi, militant indépendantiste.
Il rejoint l'Union du peuple corse, qui devient le 7 décembre 2002 le Partitu di a Nazione Corsa, parti nationaliste modéré. Le Partitu di a Nazione Corsa le désigne comme premier secrétaire général.
En mars 2001, il conduit une liste nationaliste à Porto-Vecchio et obtient 16 %. Il devient conseiller municipal de Porto-Vecchio. Il double son score à une cantonale partielle organisée en décembre 2002.
Il suscite, au sein de la famille nationaliste, le débat sur l'abandon de la violence et de la clandestinité. C'est d'ailleurs dans ce contexte qu'il rencontre en tête à tête Nicolas Sarkozy le 30 juillet 2003,.
Il est élu conseiller territorial de Corse lors de l'élection territoriale de 2004 sur la liste conduite par Edmond Simeoni qui obtient 8 sièges.
En 2004, il se présente aux élections cantonales de 2004 sur le canton de Porto-Vecchio. Il obtient 26,9 % au 1er tour, il peut se maintenir au 2e tour et obtient 46,3 % battu par François-Marie Colonna-Césari (divers droite).
Il se présente aux élections législatives de 2007 sur la circonscription de Porto-Vecchio où il obtient 14,53 % (2e score) derrière Camille de Rocca Serra (UMP), député sortant, élu au 1er tour avec 51,05 %.
En janvier 2008, il est interpellé à Paris dans le cadre de l'enquête sur la Société méditerranéenne de sécurité (SMS) et placé en garde à vue. Il est condamné en mars 2011 à un an d'emprisonnement avec sursis. Jean-Christophe Angelini conteste tout rôle de courroie de transmission dans le circuit du faux passeport. Il a toujours dénoncé un traquenard politique.
Aux élections municipales de mars 2008, à Porto-Vecchio, la liste conduite par J.-C. Angelini obtient au 2e tour 44,6 %.
À l'élection territoriale corse de mars 2010, la liste qu'il conduit avec Gilles Simeoni obtient au premier tour le score de 18,40 % ; au second tour elle recueille 25,89 % des voix, ce qui lui permet d'avoir 11 élus à l'Assemblée de Corse. Jean-Christophe Angelini est réélu conseiller territorial et est désigné président du groupe Femu a Corsica à l'Assemblée de Corse. Au sein de l'Assemblée, il est membre de la commission du développement économique, de l'aménagement du territoire et de l'environnement.
En mars 2011, il est élu conseiller général du canton de Porto-Vecchio, un des plus importants de Corse. Cette victoire aux cantonales est obtenue sur Camille de Rocca Serra, député sortant, ancien maire de Porto-Vecchio, ex-président de l'Assemblée de Corse et leader d'une vieille lignée politique. Comme l'écrit le journal Le Monde : « c'est un tremblement de terre ». Au sein du Conseil général, il est membre de la commission des finances, de celle des travaux publics et des transports et enfin de celle de l'environnement, du cadre de vie et de la culture.
Touché par le cumul de mandats (il est à la fois conseiller territorial, général et municipal), il démissionne de son mandat de conseiller municipal le 28 avril 2011.
Jean-Christophe Angelini se présente aux élections législatives 2012 dans la deuxième circonscription de la Corse-du-Sud. Selon un sondage de BVA réalisé en décembre 2011, relatif aux élections législatives de juin 2012, il serait en position d'être élu. Il est toutefois battu lors du second tour par le député sortant Camille de Rocca Serra qui totalise 53,20 % des suffrages contre 46,80 %.
Il est réélu conseiller territorial lors des élections territoriales de 2015 mais doit démissionner à la suite de sa nomination au conseil exécutif de Corse.
La liste Pè a Corsica, sur laquelle il figure en troisième position, remporte la majorité à l'assemblée de Corse. Il ne peut pas siéger à l'assemblée à la suite de sa réélection au conseil exécutif.
En 2020, il est de nouveau candidat lors des élections municipales de Porto-Vecchio. Sa liste l'emporte au second tour et il est élu maire le 4 juillet 2020[réf. souhaitée].